# الاتصالات في بوتسوانا
الاتصالات في بوتسوانا يوجد في بوتسوانا على عدة وسائل اتصالات أبرزها الصحف والراديو والتلفزيون والهواتف الثابتة والمتنقلة، والإنترنت.
بالإضافة إلى صحيفة مملوكة للحكومة وشبكة الإذاعة الوطنية وهناك صحافة غير حكومية ومستقلة (ست صحف أسبوعية) وتباع المطبوعات الأجنبية دون قيود في بوتسوانا. بدأت محطتان إذاعيتان مملوكتان للقطاع الخاص في العمل في عام 1999 وتم إطلاق أول محطة تلفزيونية وطنية في بوتسوانا، وهي تلفزيون بوتسوانا الحكومي (BTV) ، في يوليو 2000. وقد بدأت البث بثلاث ساعات من البرامج في أيام الأسبوع وخمسة في عطلات نهاية الأسبوع .

## محطات الإذاعة
- محطتان إذاعيتان وطنيتان تملكهما الدولة. 3 محطات إذاعية مملوكة ملكية خاصة تبث محليًا (2007).[2]
- AM 8 ، FM 13 ، الموجة القصيرة 4 (2001).

محطات التلفزيون:
- 1 مملوكة للدولة و 1 مملوكة ملكية خاصة ؛ تتوفر خدمة الاشتراك في القنوات التلفزيونية الفضائية الخاصة (2007).[1]

عدد أجزهزة التلفزيون المستخدمة:
- 80,000 (2006).
- 31,000 (1997).

## الهواتف
الخطوط الرئيسية قيد الاستخدام:
- 160,500 خط، 134 في العالم (2012).
- 136,900 (2006).

الخلوية المتنقلة قيد الاستخدام:
- 3.1 مليون خط، 129 في العالم (2012).
- 1.4 مليون خط (2007).